# Hans Apengeter
Der Meister Hans Apengeter, auch Johann oder Jan Apengeter (* vor 1300 „im Sachsenland“, vermutlich in Halberstadt; † nach 1351) war ein in Norddeutschland wandernder Bildhauer und Erzgießer des 14. Jahrhunderts.

## Vorbemerkung

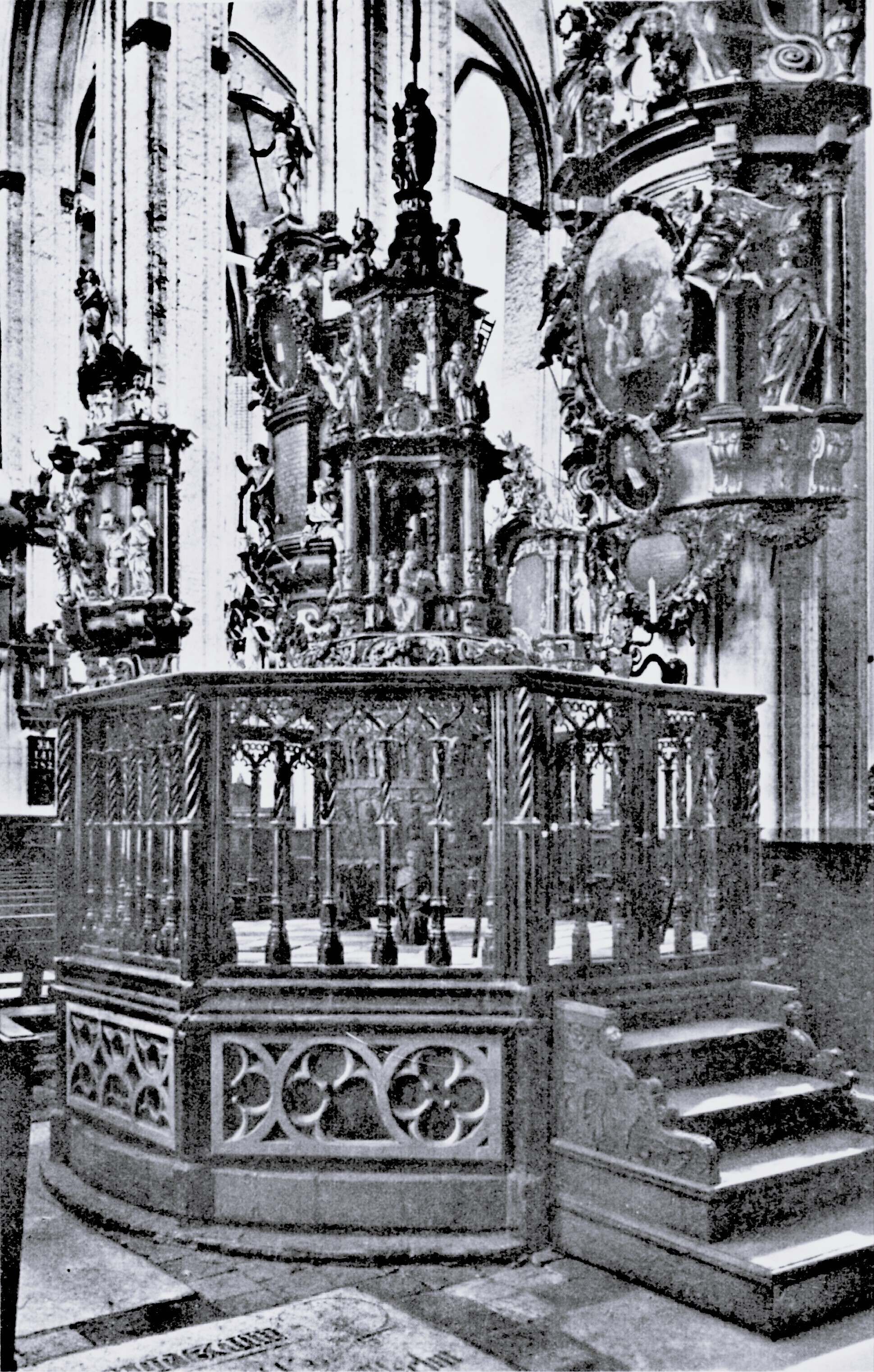
Während die „Taufe“ in St. Marien in Lübeck im Krieg zerstört wurde, gibt es die Fünte noch heute

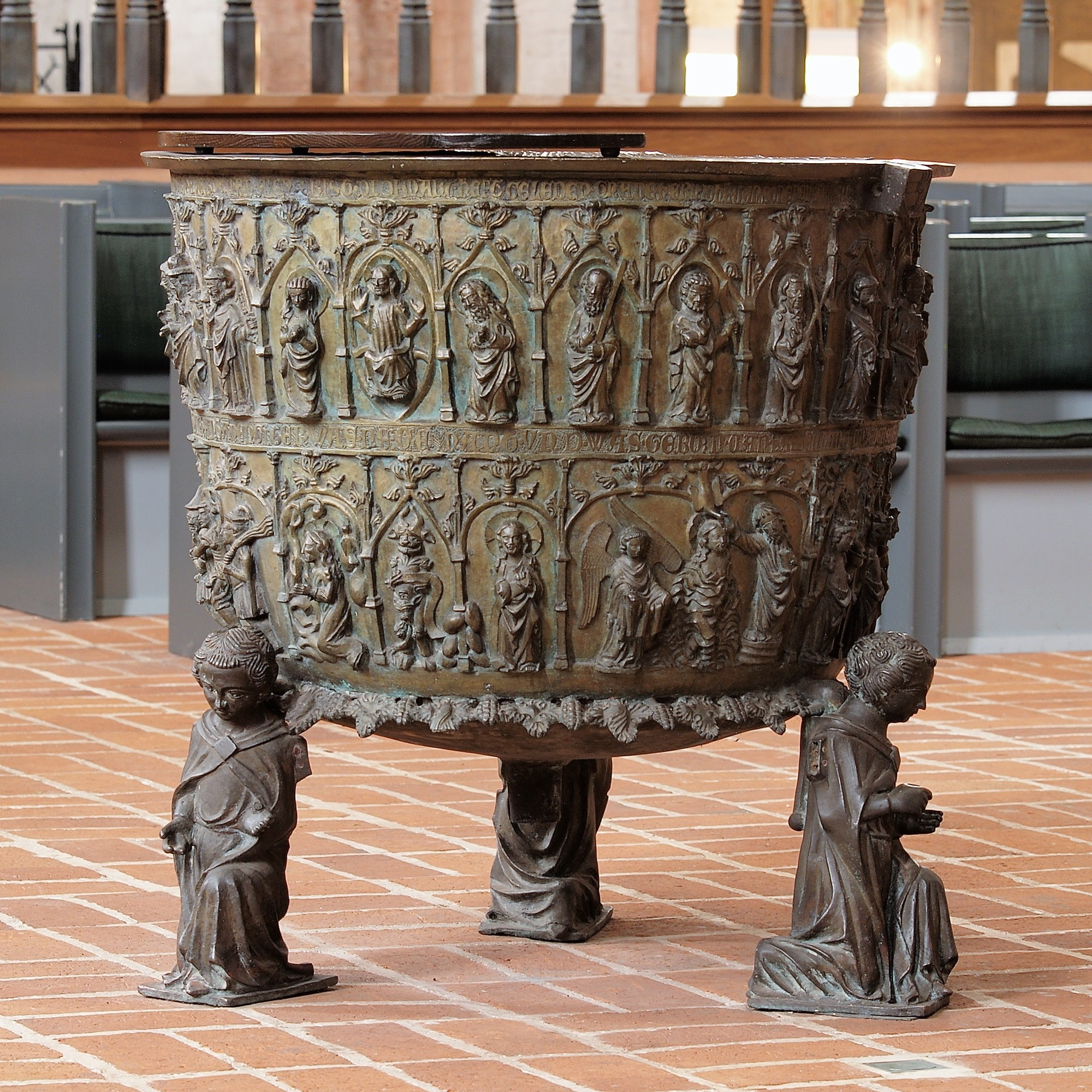
Lübeckische Fünte

In Norddeutschland waren wegen des fehlenden geeigneten Steins zur Bearbeitung zunächst in den Kirchen importierte Taufsteine aus Kalkstein von der Insel Gotland sehr häufig. Diese konnten mit dem Schiff günstig nach Norddeutschland transportiert werden. Seit dem 13. Jahrhundert müssen diese steinernen Taufen ein Exportschlager der Ostseeinsel gewesen sein, denn allein in Schleswig-Holstein sind heute noch eine Vielzahl von ihnen nachweisbar. Als notwendiger Ballast gelangten auch größere Mengen dieses Steins unbearbeitet in die Hafenstädte an der südlichen Ostseeküste. Der zunehmende Bedarf an prunkvoller Ausstattung gerade der größeren Kirchen in den reichen Handelsstädten konnte auf diesem Wege jedoch nicht befriedigt werden. Für Norddeutschland ergab sich daher im Gegensatz zu Süddeutschland eine Sonderentwicklung. Die großen repräsentativen Fünten wurden hier ab dem 14. Jahrhundert in Bronze gefertigt. Hergestellt wurden sie von Glockengießern und von Apengetern, zum Teil auch Beckenwerker genannt. Dabei wurden zwei Methoden der Formgewinnung angewandt: das Wachsausschmelzverfahren und alternativ das Lehmhemdverfahren. Bekanntester norddeutscher Gießer dieser Erzfünten ist Hans Apengeter, der namentlich auf dem Fries der Taufe in der Lübecker Marienkirche von 1337 in dem damals üblichen mittelniederdeutsch benannt wird: Vergip alle Missetat deme di dit Vat gemaket hat Hans Apengeter was he genannt und was geboren van Sassenland. Nicht nur die Stiftung dieser Taufe durch die Lübecker Patrizier Eberhard von Alen und Johann von Schepenstede ist außergewöhnlich gut dokumentiert. Der Lebensweg Hans Apengeters lässt sich anhand seiner Arbeiten hervorragend nachvollziehen.

## Leben und Werk

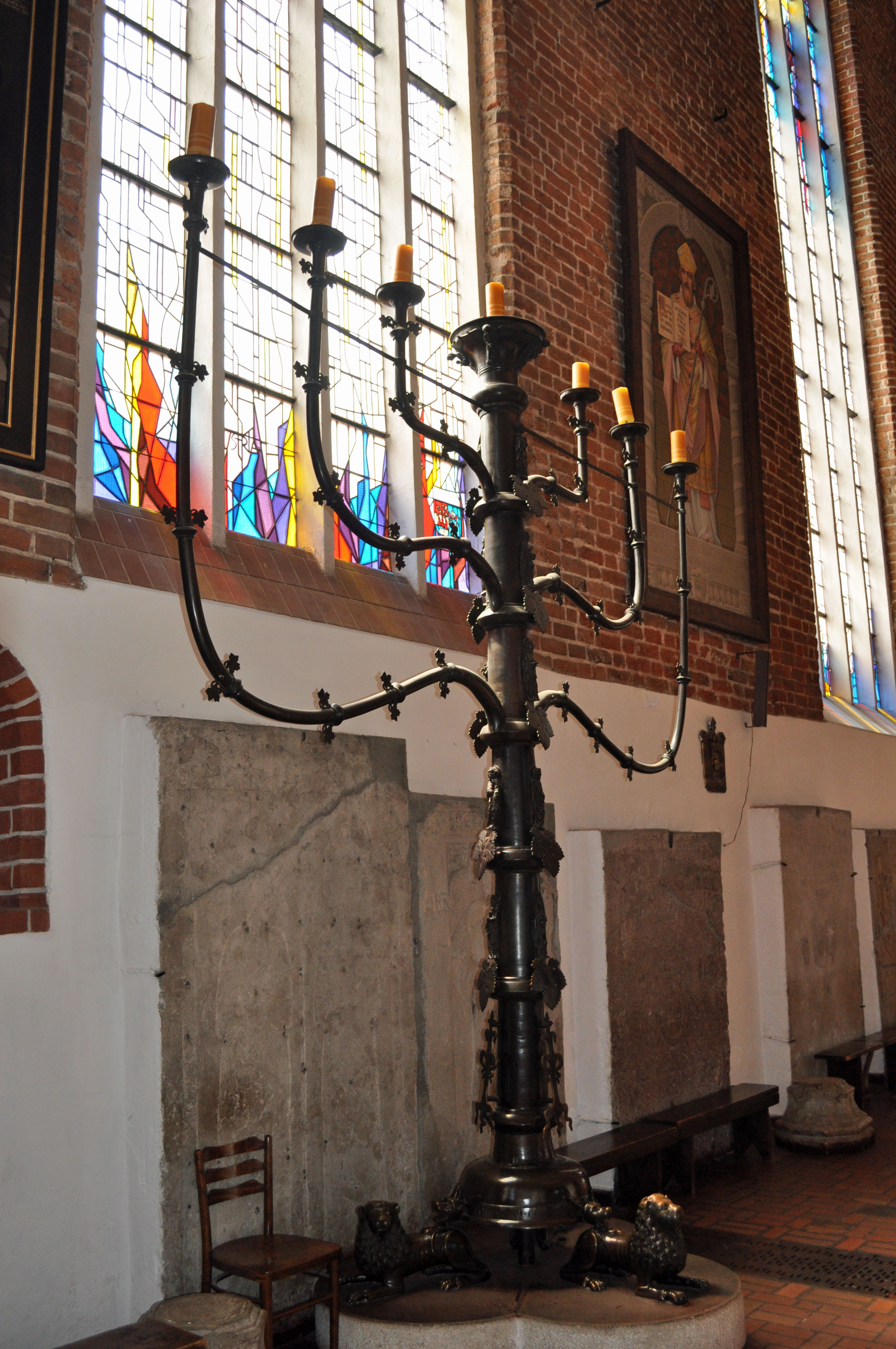
Kolberger Leuchter (1327)

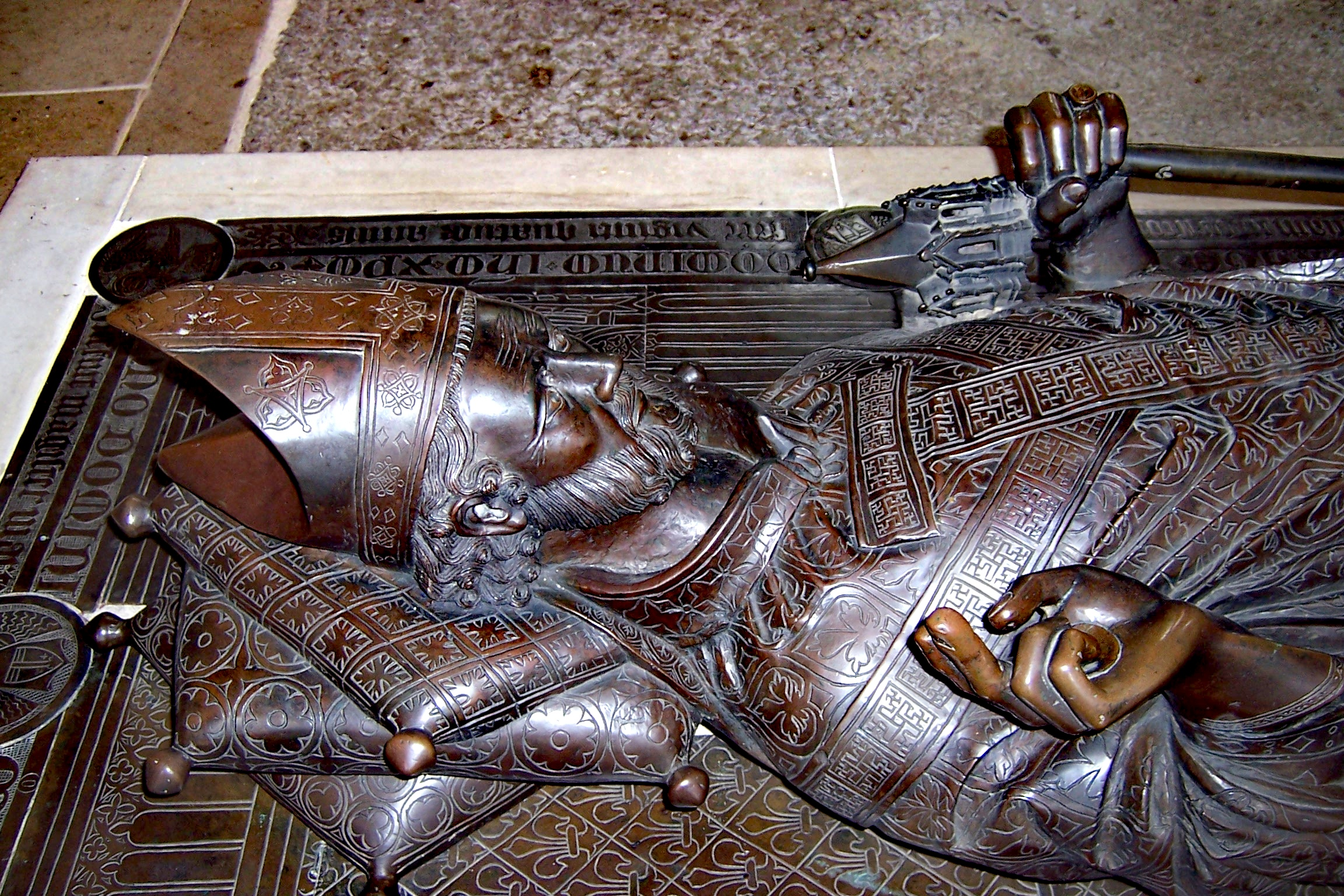
Grabmonument für Bischof Heinrich Bochholt im Chor des Lübecker Doms

Er schuf 1327 einen großen Siebenarmigen Leuchter  als Stiftung des ersten Dekans Gottfried von Vida für die Marienkirche in Kolberg, der heute als deren wertvollstes Ausstattungskunstwerk gilt, dann einen Scheffel für Rostock, der sich heute in der Sammlung des Kulturhistorischen Museums im Kloster zum Heiligen Kreuz befindet. Lindtke will ihm auch einen Türklopfer der Schlosskirche in Stettin zuschreiben. Es folgte der unsignierte Taufkessel für die Marienkirche in Wismar, der sich als Vorbild der Taufe in St. Marien aufgrund der Ähnlichkeit aufdrängt. In Lübeck ist er 1332 durch Grunderwerb nachgewiesen. Er erwarb von einer Kollegenwitwe eine Gießerei an der Ecke Breite Straße/Beckergrube und bleibt bis 1344 durch Grundstücksgeschäfte in Lübeck belegt. Hier entstand dann die Taufe für St. Marien als einzige der drei großen Lübecker Bronzetaufen aus einem Guss; die Reliefs wurden also in diesem Falle gleich mit gegossen und nicht später aufgenietet. Das monumentale Grabmal des 1341 verstorbenen Bischofs Heinrich II. Bochholt im gotischen Hochchor des Lübecker Doms wird ihm ebenfalls zugeordnet. 1344 signierte er namentlich die Fünte der Nikolaikirche in Kiel, die Löwenfüße des Beckens stellen die Verbindung zum Kolberger Leuchter her. Zwischen 1340 und 1350 könnte aus seiner Werkstatt auch ein bronzener Türzieher vom Lübecker Rathaus mit einem Durchmesser von 63 cm entstanden sein, der heute im St.-Annen-Museum gezeigt wird. Auch ein sechseckiges gotisches Bronzetaufbecken aus dem Jahr 1391 in der Nikolai-Kirche auf Fehmarn wird dem Apengeter-Kreis zugeschrieben.
Nach Ansicht von Theodor Hach könnte er mit Johann van Halverstat identisch sein. Sowohl eine 1348 für die Johanniskirche in Göttingen gegossene Glocke als auch eine 1350 gegossene Glocke für den Hildesheimer Dom sind mit Hannes van Halberstadt bzw. Jan von Halberstadt signiert, ebenso wie auch der Leuchter in Kolberg. Markant waren immer wieder auftauchende ähnliche Inschriften: